# Sojus 27
Sojus 27 ist die Missionsbezeichnung für den am 10. Januar 1978 gestarteten Flug eines sowjetischen Sojus-Raumschiffs zur sowjetischen Raumstation Saljut 6. Es war der zweite Besuch eines Sojus-Raumschiffs bei dieser Raumstation und der 45. Flug im sowjetischen Sojusprogramm. Gleichzeitig stellte es den ersten Besuch einer Besuchsmannschaft (Saljut 6 EP-1) dar und diente der Übergabe eines Raumschiffs an die Stammbesatzung Saljut 6 EO-1.

## Besatzung

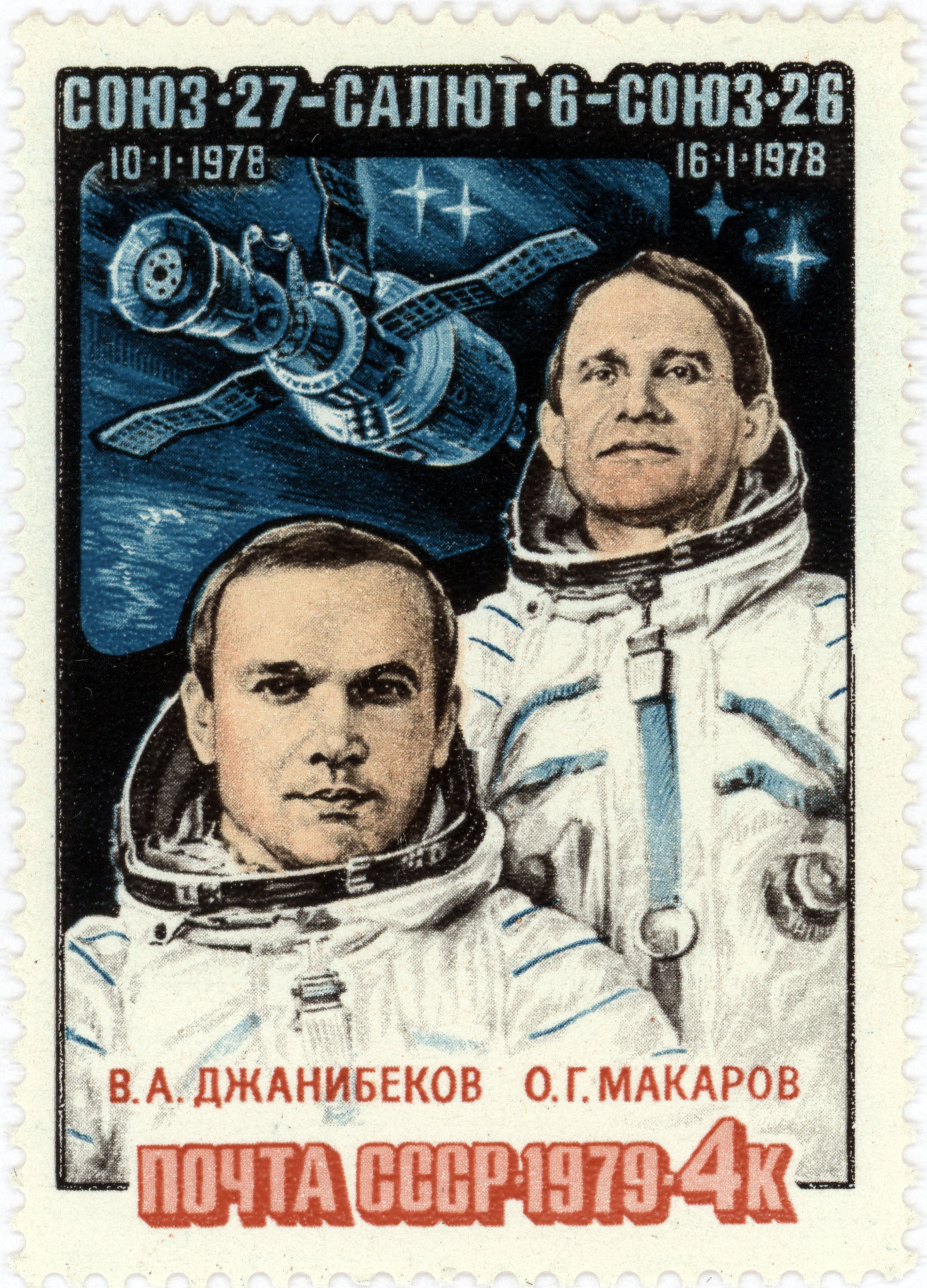
Die Startbesatzung (links: Dschanibekow, rechts: Makarow) auf einer sowjetischen Briefmarke (1979)

### Startbesatzung
- Wladimir Alexandrowitsch Dschanibekow (1. Raumflug), Kommandant
- Oleg Grigorjewitsch Makarow (2. Flug in den Orbit), Bordingenieur

Dschanibekow und Makarow waren nach früheren Planungen nicht als Paar vorgesehen. Beim Flug, der auf Sojus 25 folgen sollte, dann aber abgesagt wurde, hätte Dschanibekow zur Besatzung und Makarow zur Ersatzmannschaft gehört. Nach dem Fehlschlag von Sojus 25 sollte jedoch bei künftigen Missionen mindestens einer der beiden Kosmonauten bereits Weltraumerfahrung haben. Da sowohl Dschanibekow als auch der ursprünglich vorgesehene Kolodin Neulinge waren, wurde Kolodin durch Makarow ersetzt.

### Ersatzmannschaft
- Wladimir Wassiljewitsch Kowaljonok, Kommandant
- Alexander Sergejewitsch Iwantschenkow, Bordingenieur

Kowaljonok und Iwantschenkow waren zuvor schon bei Sojus 26 die Ersatzmannschaft. Somit war Iwantschenkow nun zum dritten Mal hintereinander Reservist.

### Rückkehrbesatzung
- Juri Wiktorowitsch Romanenko (1. Raumflug), Kommandant
- Georgi Michailowitsch Gretschko (2. Raumflug), Bordingenieur

## Missionsüberblick
Ziel der Mission waren weitere Schritte zur Vorbereitung des Dauerbetriebs von Raumstationen. Wichtigste Schritte waren dabei:
- Erprobung des vorderen Kopplungsstutzens (nach den Problemen bei Sojus 25)
- Übergabe eines Raumschiffes an die Stammbesatzung (zum ersten Mal in der Geschichte der Raumfahrt)
- Freigabe des hinteren Kopplungsstutzen für die Progress-Raumtransporter (durch Abkopplung von Sojus 26)
- Weitere Erprobung des Steuerungssystems zur Annäherung und Kopplung

Nach erfolgreichem Start wurde die Annäherung und Kopplung automatisch durchgeführt, obwohl Abweichungen vom geplanten Regime aufgetreten waren. Das System konnte sie jedoch erfolgreich ausgleichen. Ein kleineres Problem entstand, als sich die Luke des Schiffes nach vollzogener Kopplung verklemmt hatte und mit manueller Kraftanstrengung geöffnet werden musste. Nach der plötzlichen Überwindung des Widerstands segelten die beiden Kosmonauten durch ihre Orbitalsektion.
Mit ihrer Ankopplung am 11. Januar 1978 entstand das erste Objekt, das aus drei getrennt gestarteten Raumflugkörpern gekoppelt war. Mit der Gastmannschaft wurden daher auch Experimente zur Stabilität des Komplexes (Erzeugung von Schwingungen, Messung von Resonanzfrequenzen) durchgeführt. Die Schwingungen wurden durch heftige Bewegungen der Stamm- und Gastmannschaft erzeugt.
Die Gastmannschaft war fünf Tage in der Station und kehrte mit dem Sojus-26-Raumschiff sicher zurück. Diese später häufig geübte Praxis, das Raumschiff auszutauschen, wurde erstmals angewendet. In diesem Fall wollte man ein Umkoppeln des Sojus-26-Raumschiffs vom hinteren zum vorderen Stutzen vermeiden. Der hintere Stutzen wurde für das Versorgungsraumschiff Progress benötigt, da sich hier die Anschlüsse zum Nachtanken befinden. Die notwendigen Arbeiten (Umbau der personengebundenen Sitzschalen und Raumanzüge usw.) wurden ebenfalls erprobt.